# Stegastes fasciolatus
A castanheta-do-Pacífico, também conhecido como Kōtoti em Rapa-nui (Stegastes fasciolatus) é uma espécie de peixe-recifal do gênero Stegastes, da família Pomacentridae.

## Distribuição
Podem ser encontrados no Indo-Pacífico. Leste da África a Oceania, Havaí, Ilha de Páscoa, norte das Ilhas Ryukyu, sul da Nova Zelândia e Austrália.

## Habitat
Habitam recifes costeiros e paredões rochosos. Os juvenis podem ser encontrados em poças de maré na zona intertidal.

## Alimentação
Se alimentam de algas que crescem nas rochas.

## Biologia
Os adultos são um pouco territoriais com outros de sua espécie. Os juvenis podem ser negros ou amarelos com o dorso azul.

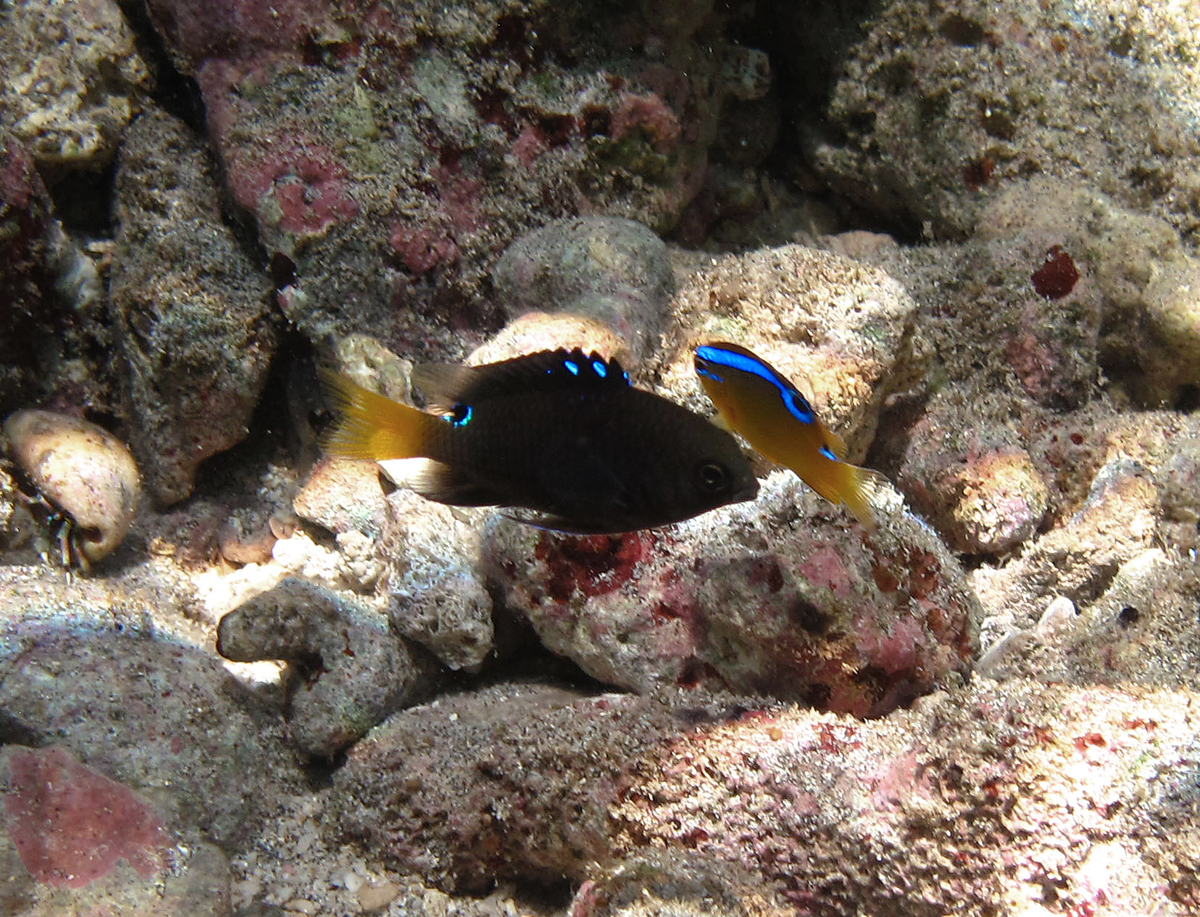
Exemplares juvenis

## Em cativeiro
É incomum encontra essa espécie no aquarismo domestico, mas é comum de se encontrar em grandes aquários publicos.